# Jahresmittel
Als Jahresmittel werden in der Meteorologie und Klimatologie die Mittelwerte von Messgrößen eines bestimmten Ortes bezeichnet, die sich etwa mit Jahresperiode ändern. Solche Größen sind vor allem Temperatur, Feuchtigkeit, Bewölkung und Niederschlag.
Andere georeferenzierte, häufig zu mittelnde Daten sind z. B. der Wasserstand von Flüssen und anderen Gewässern, oder Daten zur Verkehrsdichte. In der Astronomie hat die Sonnenflecken-Relativzahl eine ähnlich wichtige Funktion.

## Voraussetzungen für korrekte Mittelung
Um korrekte Jahresmittel zu erhalten, sind einige Voraussetzungen erforderlich:
1. Elimination von Tagesperioden. Bei der Lufttemperatur nimmt man traditionell den Mittelwert von 7, 14 und 21 Uhr als Tagesmittel (Mannheimer Stunden).
2. Klare Definition des Wertes. Der Zähl- oder Messwert muss je nach seiner Art zu festen oder zu charakteristischen Zeiten erhoben sein.
3. Nur eindimensionale Größen (Skalare) sind einwandfrei zu mitteln. Bei Vektoren wie der Windrichtung ist anders vorzugehen.
4. Klärung, ob auch Schwankungen wichtig sind (z. B. bei der Windstärke). Statt Tagesmitteln sind oft die Maximal- oder Minimalwerte aussagekräftiger, oder zum Mittelwert wird ein Streuungsmaß angegeben.

## Jahresmittel in der Klimakunde
Während für die Meteorologie die aktuellen Wetterdaten vordringlich sind, benötigt die Klimatologie vor allem Monats- und Jahresmittel an möglichst vielen Orten. Neben Boden- und Lufttemperaturen sind auch Daten von Luftdruck, Humidität, Bewölkung und Wind von Bedeutung. 

Andere typische Größen wie der Niederschlag bzw. sein Wasseräquivalent, die Frosttage oder die Sonnenscheindauer werden üblicherweise zu Jahressummen addiert.
Das Temperaturmittel und sein jahreszeitlicher Verlauf charakterisieren zum Beispiel die Klimazonen nach Siegmund & Frankenberg. Die Niederschlagsmenge wird in manchen Klimaklassifikationen zur Untergliederung der Zonen in Klimatypen verwendet. Verlässliche, einheitlich erfasste Jahresmittel (auch von Meeresdaten) sind Voraussetzung für Trendanalysen – etwa bezüglich des Klimawandels. Derzeit sind sowohl die 20- bis 50-jährigen Trends der Temperatur und des Meeresspiegels noch von anderen Effekten überlagert.
Das Jahresmittel eines Ortes wird entweder aus 365 Tages- oder aus 12 Monatsmitteln berechnet. Das Ergebnis ist weitgehend identisch (28–31 Tage), aber die Schwankungsbreite unterscheidet sich stark.